# Пнеума
Пнеума (грч. πνεύμα - дах, дух, душа), у стоичкој филозофији животни и покретни принцип свеукупне природе. У хришћанским списима назив за свети дух који је изнад материје.